# NGC 7748
NGC 7748 – gwiazda znajdująca się w gwiazdozbiorze Cefeusza. Skatalogował ją John Herschel 16 listopada 1829 roku, podejrzewając ją o posiadanie mgławicy. Jej obserwowana jasność to 7,15m, a typ widmowy to B8.